# Ніч музеїв

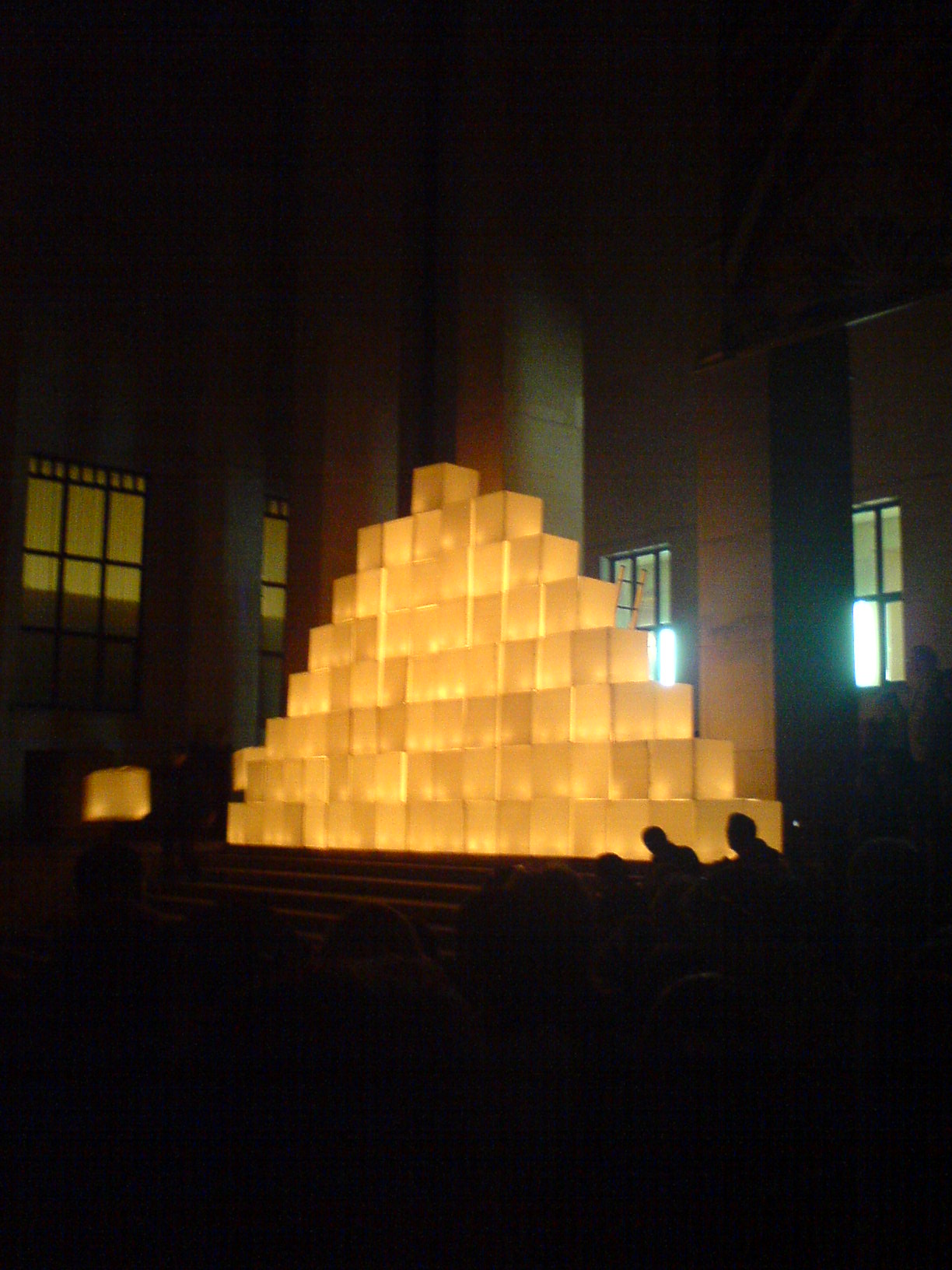
Інсталяція у Ніч музеїв, Національний музей у Варшаві, 2007 рік

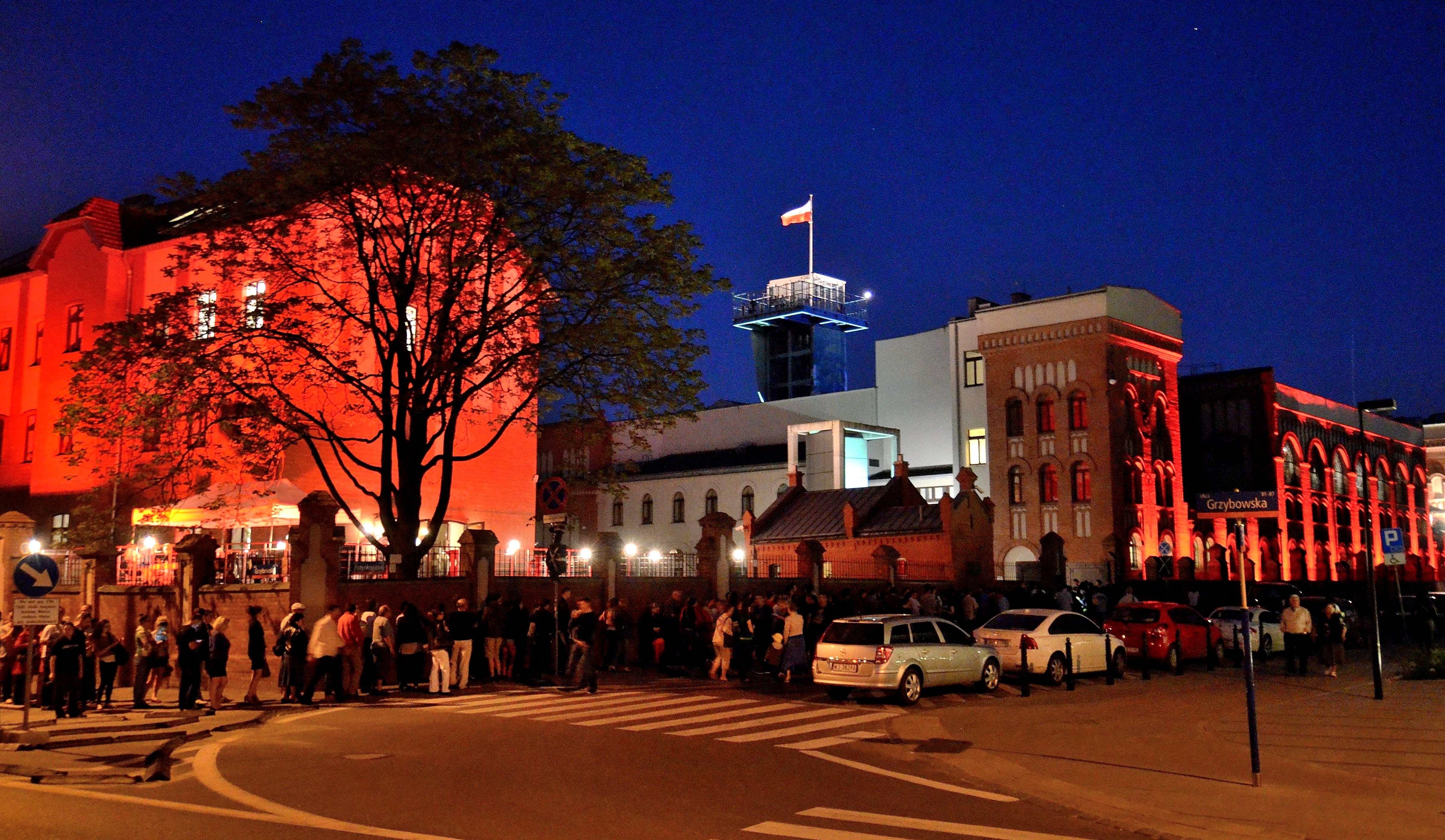
Ніч музеїв, Музей Варшавського повстання, 2013 рік

«Ніч музе́їв» — міжнародна акція, яка дозволяє оглянути музейні експозиції вночі, зазвичай приурочена до Міжнародного дня музеїв. У цю ніч більшість музеїв відкрито для відвідувачів після заходу сонця і майже до ранку. Основна мета акції — показати ресурс, можливості, потенціал сучасних музеїв, залучити до музеїв молодь.

## Історія
Вперше «Ніч музеїв» була проведена в Берліні в 1997 році. Вдруге — 1999 року за ініціативою Міністерства культури і комунікацій Франції під назвою «Весна музеїв», оскільки 18 травня в усьому світі відзначається Міжнародний день музеїв. У 2001 році в цій акції брало участь вже 39 країн Європи та Америки, у 2005 році «Весна музеїв» переросла саме в «Ніч музеїв». 2005 року в акції взяли участь 750 музеїв Франції і 500 музеїв Європи. 
У ніч з 21 на 22 травня 2005 року у рамках акції у стінах Дніпропетровського національного історичного музею ім. Д.І. Яворницького було проведено тематичну екскурсію-виставу «Людина і степ». Українські музеї вперше масово долучились до всесвітньої акції 2008 року. Хоча деякі музеї столиці провели подібну акцію наприкінці вересня 2007 року.
2010 року акція Ніч музеїв відбулась у ніч з 15 на 16 травня. В Україні її масово підтримали музеї Києва, Львова, Одеси, Харкова та Феодосії.
У 2013 році Ніч музеїв пройшла 18 травня, а у 2016 — 15-18 травня (в 15 містах).

### У світі
- Lange Nacht der Museen у Берліні[7], Франкфурті,[8][9] Дюссельдорфі,[10] Мюнхені,[11] Гамбурзі,[12] Касселі[13] та ін.[14]
- Nuit Blanche (Париж), La Nuit des Musées (Франція)[15]
- Museums-n8 event[16] (Амстердам)
- Noc Muzeów (Польща, з 2003)
- Múzeumok Éjszakája[17] (Будапешт)
- Museums at Night (Велика Британія)[18]
- La nit dels museus (Барселона)
- Noć muzeja (Хорватія з 2005)[19][20]
- Pražská muzejní noc (Прага)[21]
- Ночь музеев (Росія)
- Noaptea muzeelor (Румунія)
- Noć muzeja (Сербія, з 2005)[22]
- Muzeju nakts (Латвія, з 2005)
- Muuseumiöö (Естонія, з 2009)
- Noc múzeí a galérií (Словаччина)
- La Noche de los Museos (Буенос-Айрес, з 2004)[23]
- Gabii sa Kabilin (Себу, з 2007)[24]